# Фонте Сан Роко (Асти)
Фонте Сан Роко је насеље у Италији у округу Асти, региону Пијемонт.
Према процени из 2011. у насељу је живело 11 становника. Насеље се налази на надморској висини од 159 м.